# Park So-yi
Park So-yi (coréen : 박소이), née le 12 mars 2012, est une enfant star sud-coréenne. Elle fait ses débuts dans la série télévisée Mistress (2018) et est surtout connue pour ses rôles dans les films Deliver Us from Evil (2020) et Pawn (2020).

## vie et carrière
Park So-yi (coréen : 박소이 ) naît le 12 mars 2012 en Corée du Sud. Elle réside avec ses parents et son jeune frère et est inscrite à l'école élémentaire Dongmak (ko) .
Débutant en tant qu'enfant star à l'âge de 6 ans avec la série télévisée OCN Mistress (2018), Park a régulièrement gagné la reconnaissance nationale pour son rôle de Yoo-min dans le film sud-coréen, Deliver Us from Evil (2020). Sa performance dans le film lui a valu une nomination pour le prix de la meilleure nouvelle actrice au cinéma aux Baeksang Arts Awards.
Park a assisté à une audition pour jouer Seung-yi, 9 ans, dans le film Pawn (2020). Là, elle s'est classée première parmi 300 auditionnés pour le rôle.
Le 19 avril 2021, YG Entertainment a annoncé que Park les avait rejoints. Une source du label déclare : « Nous sommes heureux de travailler avec l'actrice Park So-yi, qui a de grands talents d'actrice et un potentiel exceptionnel. »".

## Autres entreprises
Après ses débuts dans l'industrie de la télévision et du cinéma, Park a été présentée dans son tout premier CF pour Hanssem (ko) Cuisine. Elle a ensuite été repérée comme mannequin publicitaire pour les marques SM6 de Renault Samsung Motors, KT Corporation, Visang Education Inc (ko) plateforme d'apprentissage en ligne Wise Camp (ko) et Seoul Milk,.
Le 18 janvier 2021, la marque de vêtements SPA Top Ten Kids a annoncé que Park So-yi avait été nommée comme son tout premier modèle et muse après 21 ans d'activité. Un représentant de la marque a déclaré :« Park So-yi a été choisie comme « Petite Muse » de la marque pour son charme élégant et mignon, ainsi que pour ses émotions riches, comme le prouvent diverses œuvres. »,

### Philanthropie
Le 4 mai 2021, Park fait don de l'intégralité de la rémunération qu'elle a reçue pour sa participation à la campagne sur le changement climatique et environnemental intitulée Rewrite par la Green Umbrella Children Foundation et Focus Media Korea. La somme sera utilisée pour soutenir les familles à faible revenu souffrant du changement climatique par le biais de la Green Umbrella Children Foundation. 

## Filmographie

### Films
| Année | Titre                               | Titre                            | Rôle             | Remarques              | Ref.   |
| Année | Français                            | coréen                           | Rôle             | Remarques              | Ref.   |
| ----- | ----------------------------------- | -------------------------------- | ---------------- | ---------------------- | ------ |
| 2019  | Printemps, Encore                   | 다시, 봄                         | Ye-eun           | Rôle secondaire        | [ 8 ]  |
| 2020  | La colline du vent                  | 바람의 언덕                      | Parc So-yi       | Caméo                  | [ 9 ]  |
| 2020  | Hôtel Lac                           | 호텔 레이크                      | Yoon Ji-yoo      | Rôle secondaire        | [ 9 ]  |
| 2020  | Délivre nous du mal                 | 다만 악에서 구하소서             | Yoo-min          | Rôle secondaire        | [ 9 ]  |
| 2020  | Pion                                | 담보                             | Seung-yi (jeune) | Rôle principal         | [ 9 ]  |
| 2021  | Sans cadre – Bandi                  | 언프레임드 – 반디                | Jung Ban-di      | Court-métrage - Watcha | [ 10 ] |
| 2022  | Disparition                         | 배니싱:미제사건                  | Yoona            | Film coréen-français   | ,      |
| 2023  | Changer                             | 크리스마스 선물                  | Ro-hee           | Rôle secondaire        | ,      |
| 2023  | Jung_E                              | 정이                             | Seohyun          | Film Netflix           | [ 14 ] |
|       | Goût de l'horreur - Tik Tok Tik Tok | 테이스츠 오브 호러 – 똑 딱 똑 딱 | Aji              | Court métrage          | [ 15 ] |

### Séries télévisées
| Année | Titre                          | Titre                      | Rôle                        | Remarques          | Ref.   |
| Année | Anglais                        | coréen                     | Rôle                        | Remarques          | Ref.   |
| ----- | ------------------------------ | -------------------------- | --------------------------- | ------------------ | ------ |
| 2018  | Maîtresse                      | 미스트리스                 | Kim Sang-hee                | Rôle secondaire    | [ 9 ]  |
| 2018  | Mme Hammurabi                  | 미스 함무라비              | La fille de Young-soo       | Camée (épisode 8)  |        |
| 2018  | Esquisser                      | 스케치                     | Fille de la piscine         | Camée (épisode 2)  |        |
| 2018  | Charme diabolique              | 마성의 기쁨                | Joo Ki-beum (jeune)         | Apparence d'invité | [ 1 ]  |
| 2018  | Rencontrer                     | 남자친구                   | Fille qui a perdu son jouet | Camée (épisode 9)  |        |
| 2019  | Sa vie privée                  | 그녀의 사생활              | Sung Deok-mi (jeune)        | Rôle secondaire    | [ 9 ]  |
| 2019  | Différents rêves               | 이몽                       | La fille de Tae Joon        | Apparence d'invité |        |
| 2019  | Mon pays : le nouvel âge       | 나의 나라                  | Seo Yeon (jeune)            | Apparence d'invité | [ 9 ]  |
| 2020  | Faire Faire Sol Sol La La Sol  | 도도솔솔라라솔             | Goo Ra-ra (jeune)           | Rôle secondaire    | [ 9 ]  |
| 2021  | Elle ne saurait jamais         | 선배 그 립스틱 바르지 마요 | Kang Ha-eun                 | Rôle secondaire    | [ 9 ]  |
| 2021  | Souris                         | 마우스                     | Choi Hong-joo (jeune)       | Camée (épisode 1)  | [ 9 ]  |
| 2021  | Faculté de droit               | 로스쿨                     | Kang Byul                   | Rôle secondaire    | [ 16 ] |
| 2021  | Haute société                  | 하이클래스                 | Hwang Jae-in                | Rôle secondaire    | [ 17 ] |
| 2022  | Petite femme                   | 작은 아씨들                | Oh In-ju (jeune)            | Invité             | [ 18 ] |
| 2023  | J'irai te voir dans ma 19e vie | 이번 생도 잘 부탁해        | Ban Ji-eum (jeune)          |                    | [ 19 ] |
| 2024  | Une famille atypique           | 히어로는 아닙니다만        | Bok I Na                    | Rôle secondaire    |        |

### Websérie
| Année | Titre      | Titre  | Rôle     | Remarques       | Ref.   |
| Année | Anglais    | coréen | Rôle     | Remarques       | Ref.   |
| ----- | ---------- | ------ | -------- | --------------- | ------ |
| 2022  | Monstrueux | 괴이   | Ha-jeune | Rôle secondaire | [ 20 ] |

### Apparitions de vidéoclips
| Année | Titre                              | Artiste     | Longueur | Ref.   |
| ----- | ---------------------------------- | ----------- | -------- | ------ |
| 2020  | « Protéger la maison » (집 지키기) | Jang Jae-in | 3:23     | [ 21 ] |

## Récompenses et nominations
| Remise des prix                                      | Année | Catégorie                            | Nommé(s) / œuvre(s) | Résultat | Ref.   |
| ---------------------------------------------------- | ----- | ------------------------------------ | ------------------- | -------- | ------ |
| Prix des arts Baeksang                               | 2021  | Meilleure nouvelle actrice - Film    | Délivre nous du mal | Nommé    | [ 9 ]  |
| Chunsa Film Art Awards                               | 2021  | Meilleure nouvelle actrice           | Pion                | Nommé    |        |
| Récompenses de la coupe du réalisateur               | 2022  | Meilleure nouvelle actrice au cinéma | Pion                | Nommé    | [ 8 ]  |
| Golden Cinematography Awards                         | 2021  | Meilleure jeune actrice              | Pion                | Gagnante | [ 22 ] |
| Festival international du film pour enfants de Séoul | 2022  | Enfant de l'année                    | Parc So-yi          | Gagnante | [ 23 ] |